# Американські експедиційні сили на Півночі Росії
Американські експедиційні сили на Півночі Росії (англ. American Expeditionary Force, North Russia, AEF in North Russia), також Експедиція «Полярний ведмідь» (англ. Polar Bear Expedition) — американські експедиційні війська, контингент з близько 5000 військовослужбовців армії США, які висадилися в Архангельську, Росія, в рамках інтервенції союзників по Антанті на півночі Росії у зв'язку з Громадянською війною на теренах колишньої Російської імперії з метою підтримання Білої армії. З вересня 1918 року по липень 1919 року сили воювали проти Червоної армії в північних регіонах Росії.

## Історія
У відповідь на прохання урядів Великої Британії та Франції приєднатися до інтервенції союзників у Північній Росії (також відомої як Північноросійська кампанія) Президент США Вудро Вільсон відправив експедицію під назвою «Полярний ведмідь» до Росії. Метою цієї інтервенції визначалися дві цілі:
- Запобігання потраплянню запасів військового майна та озброєння союзників, що перебувало в Архангельську (спочатку призначеного для нещодавно зруйнованого Східного фронту) до рук німців або більшовиків
- Підготовка наступу для порятунку Чехословацького легіону, який опинився у розосередженому стані вздовж Транссибірської залізниці.

14 липня 1918 року 85-та дивізія армії США залишила свій тренувальний табір у Кемп-Кластер, Мічиган, передислоковуючись на Західний фронт у Франції. Через три дні президент Вілсон погодився на обмежену участь американських військ в інтервенції союзників з умовою, що вони будуть використовуватися лише для охорони накопичених військових матеріалів. Коли генерал армії США Джон Дж. Першинг отримав директиву від президента Вільсона, він змінив накази для 339-го піхотного полку, посиленого підрозділами 310-го інженерного полку та кількома іншими допоміжними підрозділами 85-ї дивізії. Замість того, щоб прямувати до Франції, ці підрозділи пройшли перепідготовку та переоснащені в Англії російськими гарматами, а потім відправлені до Північної Росії. 4 вересня 1918 року вони прибули до Архангельська під британським командуванням. До того ж, експедиційні війська союзників зайняли Архангельськ 2 серпня 1918 року.
Коли 2 серпня 1918 року британські командири інтервенційних сил союзників прибули до Архангельська, вони виявили, що військові запаси уже були переміщені вгору по Двіні більшовицькими військами, що відступали. Тому, коли американські війська прибули через місяць, їх негайно використали в наступальних операціях, щоб допомогти врятувати Чехословацький легіон. Британське командування направило перший батальйон 339-го піхотного полку вгору по річці Двіна, а третій батальйон 339-ї полку — на Вологодську залізницю, де вони протягом наступних шести тижнів вступили в бій і відтіснили більшовицькі сили.
Проте кожен із цих двох фронтів простягався на сотні кілометрів і вони були надзвичайно складними та важкими в плані логістичного забезпечення, підтримки та захисту. До кінця жовтня 1918 р. вони вже не були в змозі вести наступ, і визнаючи своє крихке становище та швидке настання зими, союзники почали переходити до оборони. Командування союзників також невдовзі зрозуміло, що вони не зможуть з тамтешнього населення зібрати ефективні сили для антибільшовицьких формувань. Таким чином вони відмовилися від мети з'єднатися з Чехословацьким легіоном і закріпилися, щоб утримати свої здобутки наступної зими. Тієї зими більшовицька армія перейшла в наступ, особливо вздовж річки Вага на Двінському фронті, де завдала численних втрат і змусила союзників відступити на значну відстань.
За час перебування в Північній Росії американські війська зазнали понад 210 втрат, у тому числі щонайменше 110 смертей у боях, близько 30 зниклих безвісти та 70 смертей від хвороб, 90 % з яких були спричинені іспанським грипом. У звіті за жовтень 1919 р. втрачено 553 особи: 109 убитими в бою; 35 померли від поранень; 81 — від хвороби; 19 — від нещасних випадків/інших причин; 305 поранених і 4 військовополонених (звільнено).